# Bill Nighy

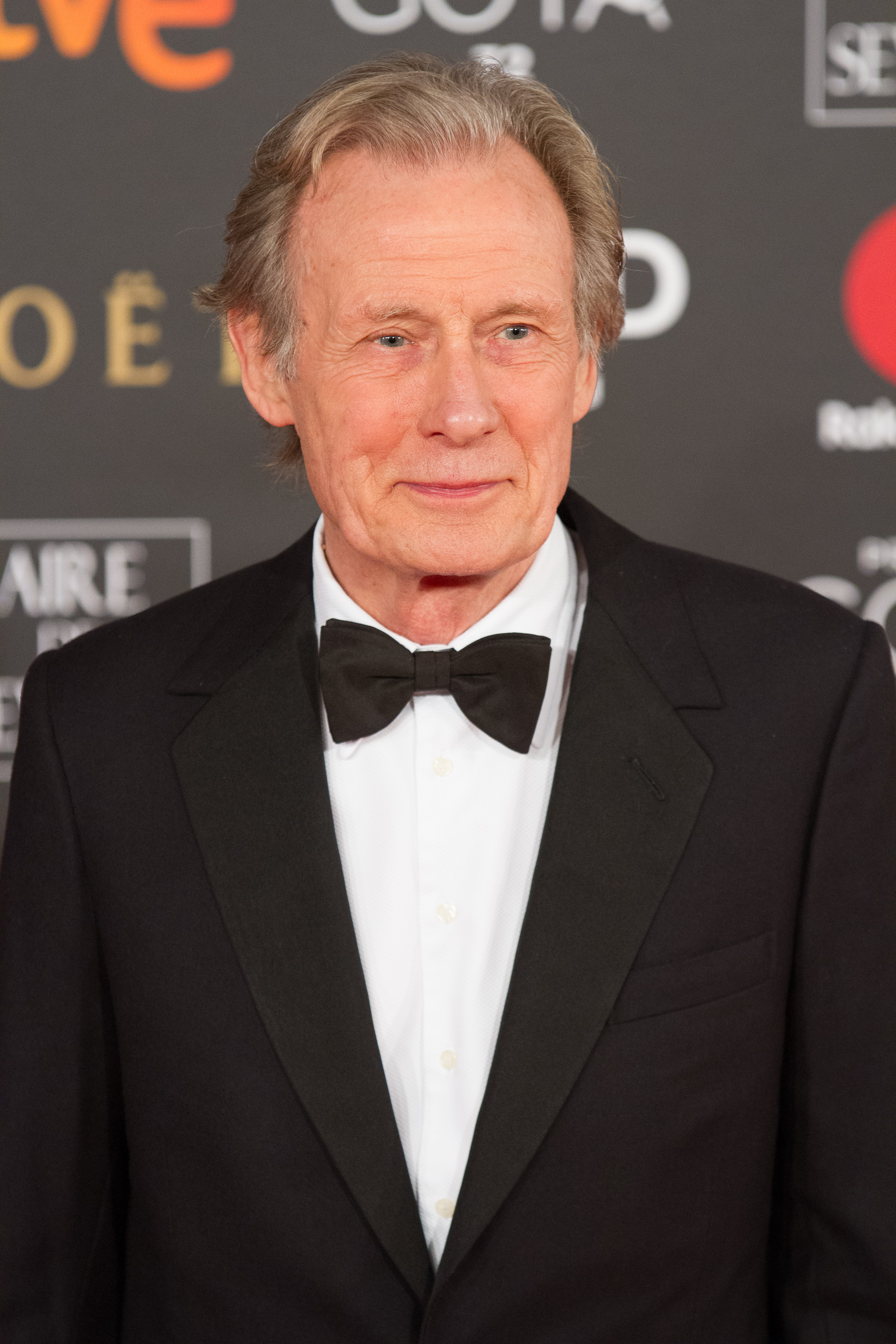
Bill Nighy (2018)

Bill Nighy, właśc. William Francis Nighy (ur. 12 grudnia 1949 w Caterham, Surrey) – brytyjski aktor, który już w czasie studiów grywał na deskach profesjonalnych teatrów.
Laureat Złotego Globu dla najlepszego aktora w miniserialu lub filmie telewizyjnym za rolę Gideona w dramacie telewizyjnym BBC Gideon’s Daughter (2005). Zdobywca Nagrody Brytyjskiej Akademii Filmowej dla najlepszego aktora drugoplanowego jako piosenkarz Billy Mack w bożonarodzeniowej komedii romantycznej Richarda Curtisa To właśnie miłość (Love Actually, 2003) i Nagrody Telewizyjnej Akademii Brytyjskiej w kategorii najlepszy aktor pierwszoplanowy za rolę Camerona Lynne’a w serialu BBC One Rozgrywki (State of Play, 2003). Był także nominowany do Nagrody Saturna w kategorii najlepszy aktor drugoplanowy i MTV Movie Award jako najlepszy czarny charakter za rolę Davy’ego Jonesa w filmie przygodowym z elementami fantasy Piraci z Karaibów: Skrzynia umarlaka (Pirates of the Caribbean: Dead Man’s Chest, 2006). W 2015 zdobył nominację do Tony Award dla najlepszego aktora w sztuce teatralnej za rolę Toma Sergeanta w przedstawieniu Davida Hare’a Skylight.

## Filmografia
- Agony jako Vincent Fish (drugi sezon, 1980)
- Igła (Eye of the Needle, 1981) jako Blenkinsop
- Easter 2016 (1982) jako Connor Mullan
- Reilly: The Ace of Spies (1983) jako Goschen
- Klątwa Różowej Pantery (Curse of the Pink Panther, 1983) jako ENT Doktor
- Auf Wiedersehen, Pet (1983–2004) jako Jeffrey Grainger (2002)
- Mała doboszka (The Little Drummer Girl, 1984) jako Al
- The Last Place on Earth (1985) jako Cecil Meares
- Hitlerowskie SS: Portret zła (Hitler’s S.S.: Portrait in Evil, 1985) jako Helmut Hoffmann
- Thirteen at Dinner (1985) jako Ronald Marsh
- Making News (1989) jako Sam Courtney
- Opera za trzy grosze (Mack the Knife, 1989) jako Tiger Brown
- Upiór w operze (The Phantom of the Opera, 1989) jako Barton
- Absolute Hell (1991) jako Hugh Marriner
- The Men’s Room (1991) jako profesor Mark Carleton
- Antonia i Jane (Antonia and Jane, 1991) jako Howard Nash
- A Masculine Ending (1992) jako John Tracey
- Eye of the Storm ([1993) jako Tom Frewen
- Don't Leave Me This Way (1993) jako John Tracey
- Być człowiekiem (Being Human, 1993) jako Julian
- Zbuntowana załoga (True Blue, 1996) jako Jeremy Saville
- Indian Summer (1996) jako Tristan
- Elfy z ogrodu czarów (FairyTale: A True Story, 1997) jako E.L. Gardner
- Szalona kapela (Still Crazy, 1998) jako Ray Simms
- Całuj mnie, Kate (Kiss Me Kate, 1998–2000) jako Iain Cameron
- Pensjonat dla świrów, czyli Hotel Paradiso (Guesthouse Paradiso, 1999) jako pan Johnson
- Długość geograficzna (Longitude, 2000) jako lord Sandwich
- Dwa w jednym (Blow Dry, 2001) jako Ray
- Szczęśliwa zrywa (Lucky Break, 2001) jako Roger
- Samowolne serce (Lawless Heart, 2001) jako Dan
- Spryciarz, kłamstwa podobne są do życzeń (AKA, 2002) jako wujek Louis Gryffoyn
- Underworld (2003) jako Viktor
- Nie oddam zamku (I Capture the Castle, 2003) jako James Mortmain
- To właśnie miłość (Love Actually, 2003) jako Billy Mack
- Życie to teatr, Panie McGill (Ready When You Are Mr. McGill, 2003) jako reżyser
- Rozgrywki (State of Play, 2003) jako Cameron Foster
- Nieznany książę (The Lost Prince, 2003) jako Stamfordham
- Wysyp żywych trupów (Shaun of the Dead, 2004) jako Philip
- Przetrzymać tę miłość (Enduring Love, 2004) jako Robin
- Magiczna karuzela (The Magic Roundabout, 2005) jako Dylan (głos)
- Autostopem przez Galaktykę (The Hitchhiker's Guide to the Galaxy, 2005) jako Slartibartfast
- Dziewczyna z kawiarni (The Girl in the Café, 2005) jako Lawrence
- Wierny ogrodnik (The Constant Gardener, 2005) jako sir Bernard Pellegrin
- Underworld: Evolution (2006) jako Viktor
- Piraci z Karaibów: Skrzynia umarlaka (Pirates of the Caribbean: Dead Man’s Chest, 2006) jako Davy Jones
- Alex Rider: Misja Stormbreaker (Stormbreaker, 2006) jako pan Blunt
- Wpuszczony w kanał (Flushed Away, 2006) jako Whitey (głos)
- Notatki o skandalu (Notes on a Scandal, 2006) jako Richard Hart
- Piraci z Karaibów: Na krańcu świata (Pirates of the Caribbean: At Worlds End, 2007) jako Davy Jones
- Walkiria (Valkyrie, 2008) jako Friedrich Olbricht
- Underworld: Bunt lykanów (Underworld: Rise of the Lycans, 2009) jako Viktor
- Radio na fali (The Boat That Rocked, 2009) jako Quentin
- Załoga G (G-Force, 2009) jako Leonard Saber
- Harry Potter i Insygnia Śmierci: część I (Harry Potter and the Deathly Hallows: Part I, 2010) jako Rufus Scrimgeour
- Dziki Cel (Wild Target, 2010) jako Victor Maynard
- Rango (2011) jako Grzechotnik Jake (głos)
- Na desce (Chalet Girl, 2011) jako Richard
- Ósma strona (Page Eight, 2011) jako Johnny Worricker
- The Man with the Stolen Heart (2011) jako narrator (głos)
- Astonish Me (2011) jako profesor
- Artur ratuje gwiazdkę (Arthur Christmas, 2011) jako Grandsanta (głos)
- Hotel Marigold (The Best Exotic Marigold Hotel, 2011) jako Douglas
- Gniew tytanów (Wrath of the Titans, 2012) jako Hefajstos
- Pamięć absolutna (Total Recall, 2012) jako Matthias
- Jack pogromca olbrzymów (Jack the Giant Killer, 2013) jako generał Fallon
- The Hungry Corpse (2013) jako The Corpse
- Czas na miłość (About Time, 2013) jako Ojciec
- To już jest koniec (The World's End, 2013) jako The Network
- Disney Infinity (2013) jako Davy Jones (gra komputerowa, głos)
- Ja, Frankenstein (I, Frankenstein, 2014) jako Naberius
- Worricker – drugie starcie (Turks & Caicos, 2014) jako Johnny Worricker
- Worricker – ostateczna rozgrywka (Salting the Battlefield, 2014) jako Johnny Worricker
- The Elder Scrolls Online (2014) jako High King Emeric (gra komputerowa, głos)
- Dumni i wściekli (Pride, 2014) jako Cliff
- Destiny (2014) jako prezenter (gra komputerowa, głos)
- Disney Infinity: Marvel Super Heroes (2014) jako Davy Jones (gra komputerowa, głos)
- Drugi Hotel Marigold (The Second Best Exotic Marigold Hotel, 2015) jako Douglas Ainslie
- Disney Infinity 3.0 (2015) jako Davy Jones (gra komputerowa, głos)
- Misiek w Nowym Jorku (Norm of the North, 2015) jako Socrates (głos)
- Armia tetryków (Dad's Army, 2016) jako Arthur Wilson
- Golem z Limehouse (The Limehouse Golem, 2016) jako John Kildare
- Zwyczajna dziewczyna (Their Finest, 2016) jako Ambrose Hilliard / Wujek Frank
- Destiny: Rise of Iron (2016) jako prezenter (gra komputerowa, głos)
- Red Nose Day Actually (2017) jako Billy Mack
- The Elder Scrolls Online: Morrowind (2017) jako High King Emeric (gra komputerowa, głos)
- Heidi: Queen of the Mountain (2017) jako Dziadek[5]
- Destiny 2 (2017) jako prezenter (gra komputerowa, głos)
- Księgarnia z marzeniami (The Bookshop, 2017) jako Edmund Brundish
- Próba niewinności (Ordeal by Innocence, 2018) jako Leo Argyll (3 odcinki)
- The Button Maker (2018) jako narrator[6]
- Czasem, zawsze, nigdy (Sometimes Always Never, 2018) jako Alan
- Uprzejmość nieznajomych (The Kindness of Strangers, 2019) jako Timofey
- Pokémon: Detektyw Pikachu (Pokémon Detective Pikachu, 2019) jako Howard Clifford
- Co przyniesie jutro (Hope Gap, 2019) jako Edward
- Superpies i Turbokot (StarDog and TurboCat, 2019) jako Sinclair (głos)
- Emma (Emma., 2020) jako pan Woodhouse
- Minamata (2020) jako Robert Hayes
- Castlevania (2020) jako Saint Germain (10 odcinków)
- Buckley’s Chance (2021) jako Spencer[7]
- Życie (Living, 2022) jako Williams[8]
- Dragonkeeper (2023) jako Danzi[9]